# Jindong, Xinyi
Jindong (kinesiska: 金垌) är en köping i sydöstra Kina. Den ligger i Xinyi i staden Maoming i provinsen Guangdong, omkring 270 kilometer väster om provinshuvudstaden Guangzhou. Antalet invånare är 43 263. Befolkningen består av 21 738 kvinnor och 21 525 män. Barn under 15 år utgör 32 %, vuxna 15-64 år 54 %, och äldre över 65 år 13,0 %.